# Gran Premio Bruno Beghelli 2014
Il Gran Premio Bruno Beghelli 2014, diciannovesima edizione della corsa, venne vinto al termine di una volata ristretta a tre dall'italiano Valerio Conti, che terminò la gara in 4h38'19" davanti allo sloveno Kristjan Koren e al russo Ilnur Zakarin.
I tre riuscirono ad anticipare il resto del plotone a meno di 2 km dall'arrivo e resistettero all'avvento dei velocisti lanciati in una tardiva rimonta, regolata dal brasiliano Rafael Andriato, giunti ad appena 1" di distanza.

## Ordine d'arrivo (Top 10)
| Pos. | Corridore         | Squadra      | Tempo    |
| ---- | ----------------- | ------------ | -------- |
| 1    | Valerio Conti     | Lampre       | 4h38'19" |
| 2    | Kristjan Koren    | Cannondale   | s.t.     |
| 3    | Il'nur Zakarin    | RusVelo      | s.t.     |
| 4    | Rafael Andriato   | Neri Sottoli | a 1"     |
| 5    | Andrea Pasqualon  | Area Zero    | a 1"     |
| 6    | Niccolò Bonifazio | Lampre       | a 1"     |
| 7    | Manuel Belletti   | Androni      | a 1"     |
| 8    | Nicola Ruffoni    | Bardiani     | a 1"     |
| 9    | Ivan Balykin      | RusVelo      | a 1"     |
| 10   | Davide Viganò     | Caja Rural   | a 1"     |